# Gabriella Carlucci

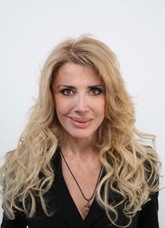
Gabriella Carlucci, 2008

Gabriella Carlucci (* 28. Februar 1959 in Alghero) ist eine italienische TV-Moderatorin und Politikerin. Sie ist die Schwester von Milly Carlucci und Anna Carlucci. Seit 1994 ist sie Mitglied der von Silvio Berlusconi gegründeten Partei Forza Italia (seit 2009 Popolo della Libertà), für die sie seit 2001 einen Sitz im italienischen Parlament innehat. Seit 2010 ist sie Bürgermeisterin der apulischen Gemeinde Margherita di Savoia.
Die in Italien äußerst populäre Gabriella Carlucci war eine glühende Verehrerin von Berlusconi, in dessen TV-Sendern sie Karriere gemacht hatte. Anfang November 2011 war sie eine von rund 20 Berlusconi-Getreuen, die sich in letzter Minute vom umstrittenen Premier abwendeten und somit das Ende seiner Karriere beschleunigten. Sie schloss sich der oppositionellen christdemokratischen Zentrumsunion an.